# Sławomir Cenckiewicz

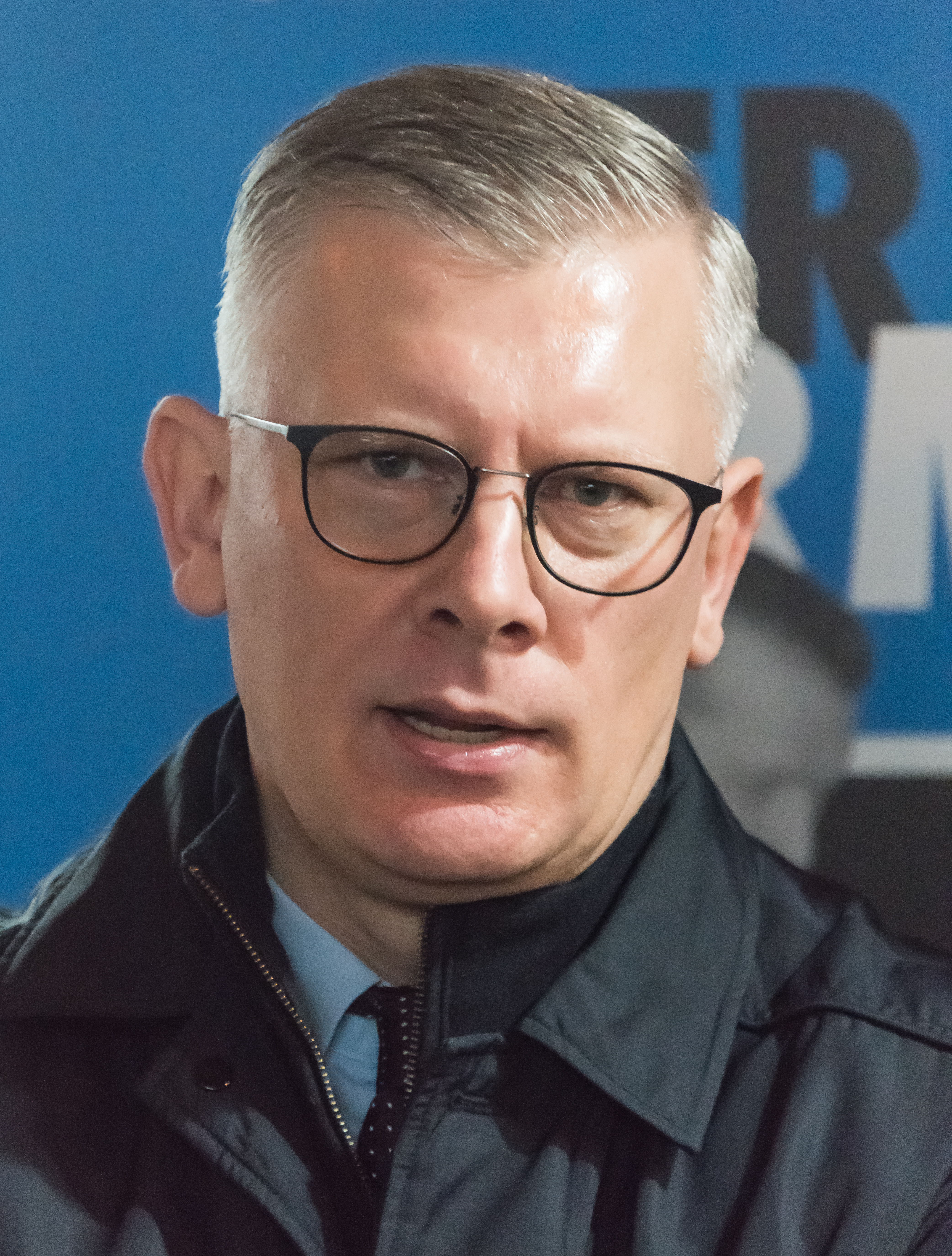
Sławomir Cenckiewicz (2022)

Sławomir Cenckiewicz (* 1971 in Gdynia) ist ein polnischer Historiker und Publizist.

## Leben und Werk
Cenckiewicz studierte Geschichte an der Universität Danzig und promovierte ebenda. Er ist Mitarbeiter des IPN und der Universität Danzig. Schwerpunkt seiner Arbeit ist die polnische politische Emigration und die antikommunistische Opposition in der Volksrepublik Polen.
2006 setzte Vizeverteidigungsminister Antoni Macierewicz ihn als Leiter der Kommission durch, die den Militärgeheimdienst Wojskowe Służby Informacyjne auflösen sollte.
Cenckiewicz ist Autor zahlreicher Publikationen in den Zeitschriften des nationalistischen Spektrums. In zwei Büchern versuchte er den Nachweis zu erbringen, dass Lech Wałęsa vom kommunistischen Geheimdienst SB geführt wurde. Wałęsa verlor im März 2023 einen Prozess gegen den Historiker. Im Umfeld der Parlamentswahl in Polen 2023 griff Wałęsa Cenckiewicz auf öffentlichen Veranstaltungen scharf an.
2023 wurde Cenckiewicz im Sejm mit den Stimmen der Abgeordneten der nationalpopulistischen Regierungspartei PiS und weiterer Gruppierungen des rechten Spektrums zum Vorsitzenden der „Kommission zur Untersuchung russischer Einflüsse“ gewählt, die Opposition hatte die Abstimmung boykottiert. Die umstrittene Kommission, deren Existenz von Juristen als verfassungswidrig bezeichnet wurde, richtete sich nach Einschätzung vieler Kommentatoren gegen Oppositionsführer Donald Tusk, das Gesetzprojekt wurde daher auch „Lex Tusk“ genannt.
Cenckiewicz propagiert einen traditionellen Katholizismus, er gehört zu den Kritikern des Zweiten Vatikanischen Konzils und ist erklärter Gegner des Papstes Franziskus.

## Bücher
- Oczami bezpieki: szkice i materiały z dziejów aparatu bezpieczeństwa PRL. Wyd. Arcana, Kraków 2004, ISBN 83-89243-76-8.
- Tadeusz Katelbach (1897–1977): biografia polityczna. Wydawnictwo LTW, Warszawa 2005, ISBN 83-88736-59-0.
- mit Piotr Gontarczyk: SB a Lech Wałęsa. Przyczynek do biografii. Warszawa 2008, ISBN 978-83-60464-74-8.
- Sprawa Lecha Wałęsy. Zysk i s-ka, Poznań 2008, ISBN 978-83-7506-242-7.
- Śladami bezpieki i partii. Rozprawy - Źródła - Publicystyka. Wydawnictwo LTW, Łomianki 2009, ISBN 978-83-7565-060-0.
- Gdański Grudzień '70. Wydawnictwo IPN, Gdańsk/ Warszawa 2009, ISBN 978-83-7629-054-6.
- Anna Solidarność. Życie i działalność Anny Walentynowicz na tle epoki (1929–2010). Zysk i S-ka, 2010, ISBN 978-83-7506-507-7.
- Długie ramię Moskwy. Wywiad wojskowy Polski Ludowej 1943–1991. Zysk i S-ka, 2011, ISBN 978-83-7506-875-7.
- mit Anna Piekarska, Adam Chmielecki und Janusz Kowalski: Lech Kaczyński. Biografia polityczna 1949–2005. Zysk i S-ka, 2013, ISBN 978-83-7785-229-3.
- Wałęsa. Człowiek z teczki. Zysk i S-ka, 2013, ISBN 978-83-7785-356-6.
- Atomowy szpieg. Ryszard Kukliński i wojna wywiadów, Wydawnictwo Zysk i S-ka, Poznań 2014.